# Trebichava
Trebichava (in ungherese: Terbók) è un comune della Slovacchia facente parte del distretto di Bánovce nad Bebravou, nella regione di Trenčín.